# حبیب‌الله هدایت
حبیب‌الله هدایت (زادهٔ ۱۲۹۹، روستای عطاآباد.شهرضا، اصفهان – درگذشتهٔ ۱۷ مهر ۱۳۹۲) پزشک ایرانی بود. او تخصص خود در زمینهٔ زنان و بهداشت عمومی را در زمان تحصیلش در فرانسه و در زمینهٔ علوم تغذیه در انگلیس دریافت کرد. پس از بازگشتش به ایران انستیتو علوم تغذیه، انجمن دیابت ایران و انستیتو بهداشت کار را تأسیس نمود. وی مؤلف شش کتاب و ده‌ها گزارش و مقاله تحقیقاتی در زمینه صنعت غذا است. از او به عنوان پدر علم تغذیهٔ ایران یاد می‌کنند.